# Datorspelsåret 2013

## Händelser

### Januari
- 4 januari - Sonys Playstation 2 slutar tillverkas.[1]

### Mars
- 22 mars - Nintendos Wii Mini släppts i Europa.[2]

### Juni
- 11-13 juni - Den tionde årliga E3-mässan hålls i Los Angeles i Kalifornien i USA.[3]
- 22-23 juni - Rezzed 2013 hålls på NEC Birmingham.[4]

### Juli
- Juli - Amerikanska spelföretaget Sekai Project grundas.[5]

### Oktober

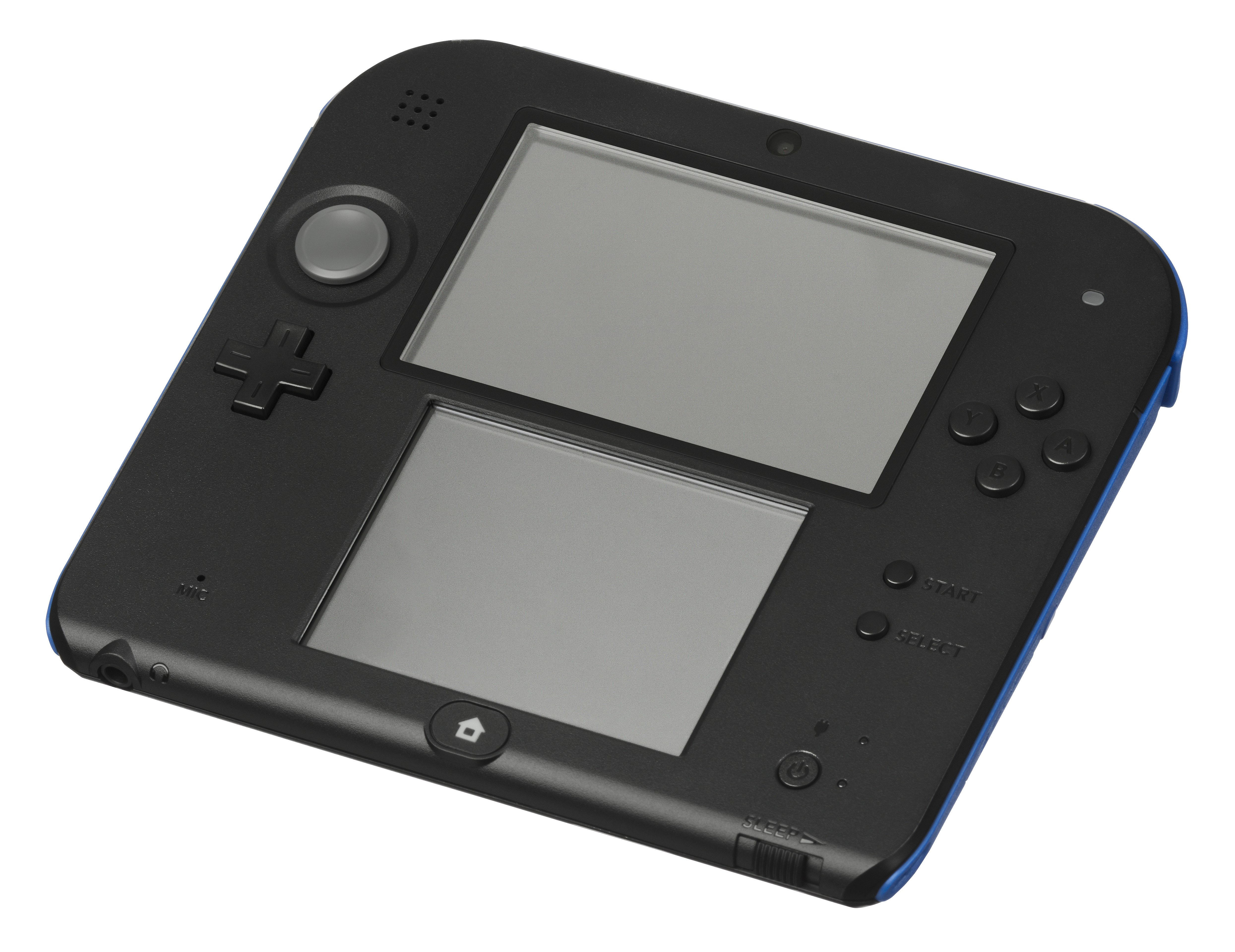
Nintendo 2DS

- 12 oktober - Nintendo lanserar den bärbara spelmaskinen Nintendo 2DS i Europa, Oceanien och Nordamerika.
- 20 oktober - Nintendos Wii slutar säljas i Japan[6][7] och Europa.[8]

### November

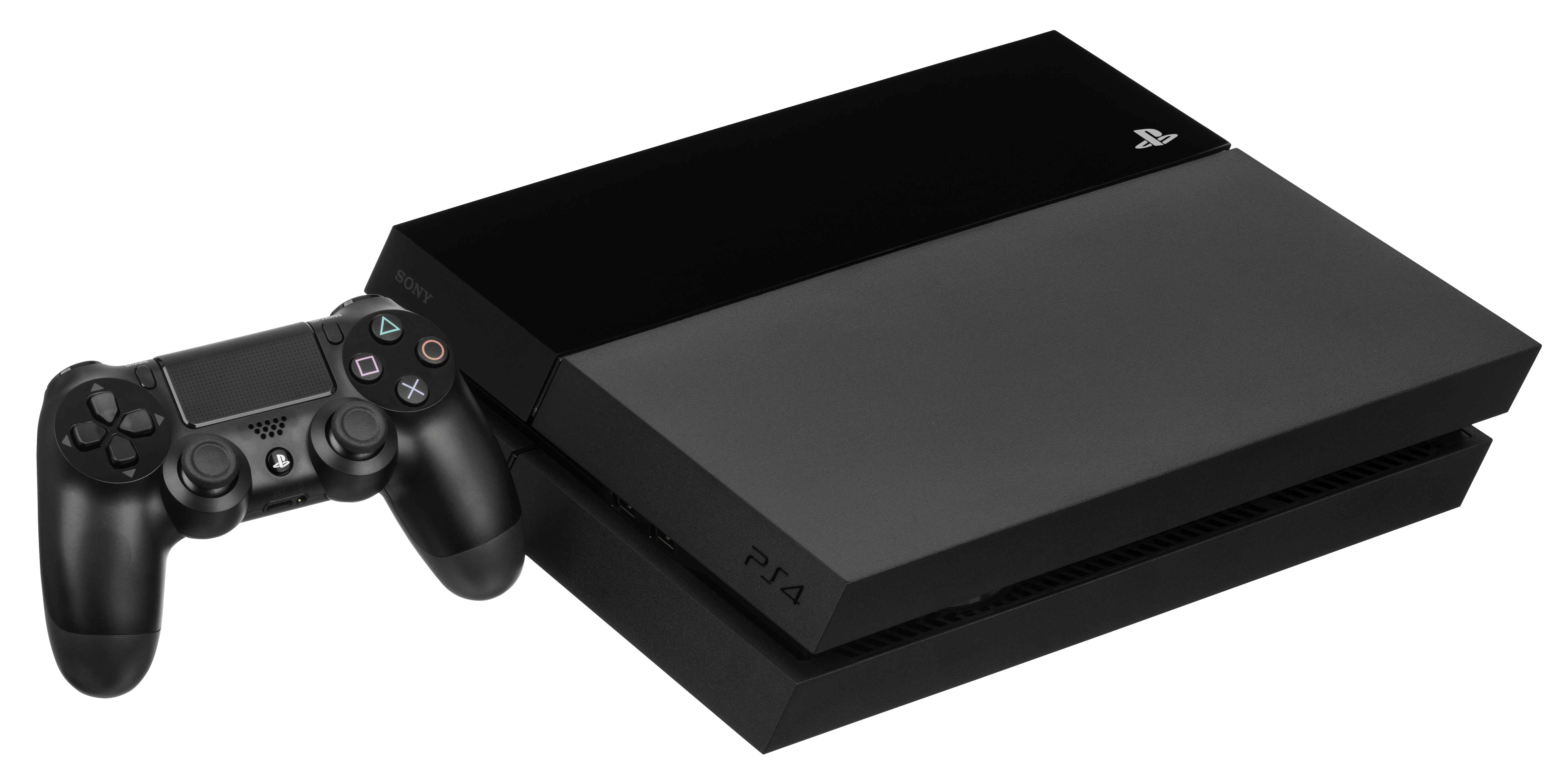
Playstation 4

- 15 november - Playstation 4 lanseras i Nordamerika.[9]

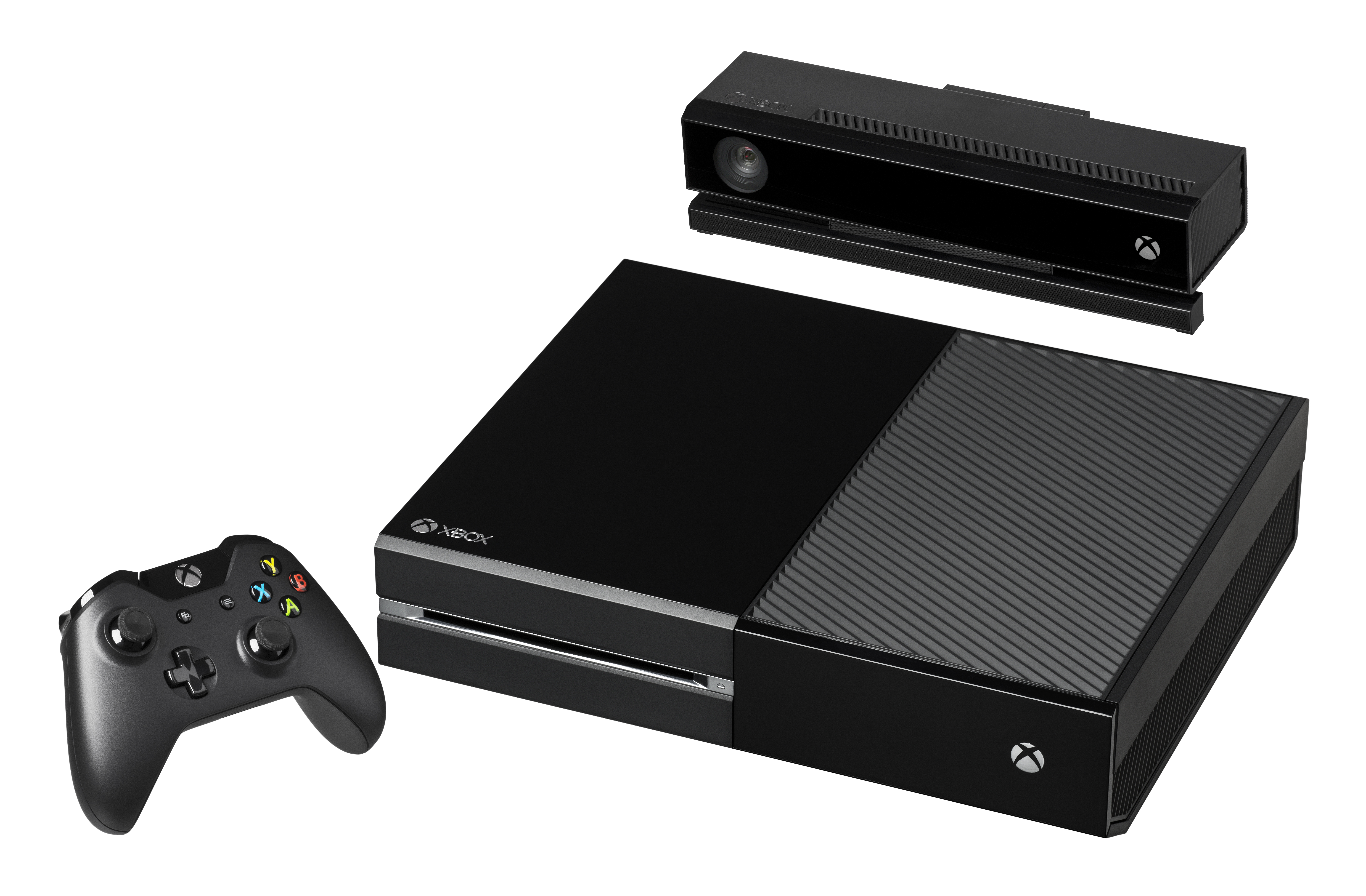
Xbox One

- 22 november - Xbox One lanseras i Australien, Brasilien, Frankrike, Irland, Italien, Kanada, Mexiko, Nya Zeeland, Spanien, Storbritannien, Tyskland, USA och Österrike.[10]
- 29 november - Playstation 4 lanseras i Europa.[9] och Latinamerika.[11]

### December
- December - Nintendo lanserar den bärbara spelmaskinen Nintendo 2DS i Sydkorea.

## Spelsläpp

### Januari–mars
| Månad           | Dag | Titel                                         | Plattform(ar)        |
| J A N U A R I   | 2   | Retro City Rampage                            | XBLA                 |
| J A N U A R I   | 3   | Unchained Blades                              | 3DS                  |
| J A N U A R I   | 8   | Anarchy Reigns                                | PS3, X360            |
| J A N U A R I   | 8   | Earth Defense Force 2017                      | PSVita               |
| J A N U A R I   | 10  | Fieldrunners 2                                | Win                  |
| J A N U A R I   | 15  | Corpse Party: Book of Shadows                 | PSP                  |
| J A N U A R I   | 15  | DmC: Devil May Cry                            | PS3, X360            |
| J A N U A R I   | 17  | Temple Run 2                                  | iOS                  |
| J A N U A R I   | 19  | Super Hexagon                                 | Droid                |
| J A N U A R I   | 22  | The Cave                                      | PSN, WiiU            |
| J A N U A R I   | 22  | Mad Dog McCree                                | PSN                  |
| J A N U A R I   | 22  | Ni no Kuni: Wrath of the White Witch          | PS3                  |
| J A N U A R I   | 23  | Strike Suit Zero                              | Win                  |
| J A N U A R I   | 23  | The Cave                                      | XBLA                 |
| J A N U A R I   | 24  | The Cave                                      | Win, Mac             |
| J A N U A R I   | 24  | Might & Magic: Clash of Heroes                | iOS                  |
| J A N U A R I   | 24  | Temple Run 2                                  | Droid                |
| J A N U A R I   | 25  | Ace Combat: Assault Horizon                   | Win                  |
| J A N U A R I   | 25  | DmC: Devil May Cry                            | Win                  |
| J A N U A R I   | 29  | Dungeonland                                   | Win                  |
| J A N U A R I   | 29  | Hitman: HD Trilogy                            | PS3, X360            |
| J A N U A R I   | 30  | Skulls of the Shogun                          | XBLA, Win            |
| J A N U A R I   | 30  | Wizardry Online                               | Win                  |
| J A N U A R I   | 31  | Antichamber                                   | Win                  |
| J A N U A R I   | 31  | Little Inferno                                | iOS                  |
| J A N U A R I   | 31  | Sonic & All-Stars Racing Transformed          | Win                  |
| F E B R U A R I | 4   | Fire Emblem Awakening                         | 3DS                  |
| F E B R U A R I | 5   | Dead Space 3                                  | Win, PS3, X360       |
| F E B R U A R I | 5   | Fist of the North Star: Ken's Rage 2          | PS3, X360            |
| F E B R U A R I | 5   | Sly Cooper: Thieves in Time                   | PS3, PSVita          |
| F E B R U A R I | 7   | After Burner Climax                           | iOS                  |
| F E B R U A R I | 7   | Fist of the North Star: Ken's Rage 2          | WiiU                 |
| F E B R U A R I | 8   | We Sing 80s                                   | Wii                  |
| F E B R U A R I | 10  | Brain Age: Concentration Training             | 3DS                  |
| F E B R U A R I | 12  | Alien Breed                                   | PSN, PSVita          |
| F E B R U A R I | 12  | Aliens: Colonial Marines                      | Win, PS3, X360       |
| F E B R U A R I | 12  | Pro Evolution Soccer 2013                     | 3DS                  |
| F E B R U A R I | 12  | Sonic & All-Stars Racing Transformed          | 3DS                  |
| F E B R U A R I | 14  | Impire                                        | Win                  |
| F E B R U A R I | 19  | Crysis 3                                      | Win, X360, PS3       |
| F E B R U A R I | 19  | March of the Eagles                           | Win                  |
| F E B R U A R I | 19  | Metal Gear Rising: Revengeance                | PS3, X360            |
| F E B R U A R I | 22  | Baldur's Gate: Enhanced Edition               | Mac                  |
| F E B R U A R I | 25  | Krater                                        | Mac                  |
| F E B R U A R I | 26  | Brütal Legend                                 | Win                  |
| F E B R U A R I | 26  | Driftmoon                                     | Win, Mac, Lin        |
| F E B R U A R I | 26  | Dynasty Warriors 7: Empires                   | PSN                  |
| F E B R U A R I | 26  | Etrian Odyssey IV: Legends of the Titan       | 3DS                  |
| F E B R U A R I | 26  | Ninja Gaiden Sigma 2 Plus                     | PSVita               |
| F E B R U A R I | 26  | Runner 2                                      | WiiU, Win, Mac, Lin  |
| F E B R U A R I | 27  | Runner 2                                      | XBLA                 |
| F E B R U A R I | 27  | Super Hexagon                                 | Lin                  |
| F E B R U A R I | 28  | Real Racing 3                                 | iOS, Droid           |
| F E B R U A R I | 28  | Retro City Rampage                            | WiiWare              |
| M A R S         | 1   | Zombies                                       | Win                  |
| M A R S         | 5   | The Amazing Spider-Man                        | WiiU                 |
| M A R S         | 5   | Atelier Ayesha: The Alchemist of Dusk         | PS3                  |
| M A R S         | 5   | Castlevania: Lords of Shadow – Mirror of Fate | 3DS                  |
| M A R S         | 5   | Major League Baseball 2K13                    | PS3, X360            |
| M A R S         | 5   | MLB 13: The Show                              | PS3, PSVita          |
| M A R S         | 5   | Naruto Shippuden: Ultimate Ninja Storm 3      | X360, PS3            |
| M A R S         | 5   | Runner 2                                      | PSN                  |
| M A R S         | 5   | The Sims 3: University Life                   | Win, Mac             |
| M A R S         | 5   | SimCity                                       | Win                  |
| M A R S         | 5   | Tomb Raider                                   | Win, PS3, X360       |
| M A R S         | 7   | Liberation Maiden                             | iOS                  |
| M A R S         | 7   | Rayman Jungle Run                             | Win                  |
| M A R S         | 7   | Sonic Dash                                    | iOS                  |
| M A R S         | 12  | Darkstalkers Resurrection                     | PSN                  |
| M A R S         | 12  | God of War: Ascension                         | PS3                  |
| M A R S         | 12  | Sniper: Ghost Warrior 2                       | PS3, X360, Win       |
| M A R S         | 12  | Starcraft II: Heart of the Swarm              | Win, Mac             |
| M A R S         | 13  | Darkstalkers Resurrection                     | XBLA                 |
| M A R S         | 14  | A World of Keflings                           | Win                  |
| M A R S         | 14  | Chaos Rings II                                | Droid                |
| M A R S         | 14  | Slam Bolt Scrappers                           | Win                  |
| M A R S         | 18  | Lego City Undercover                          | WiiU                 |
| M A R S         | 19  | The Croods: Prehistoric Party!                | WiiU, Wii, 3DS, NDS  |
| M A R S         | 19  | Gears of War: Judgment                        | X360                 |
| M A R S         | 19  | Hotline Miami                                 | Mac                  |
| M A R S         | 19  | Monster Hunter 3 Ultimate                     | WiiU, 3DS            |
| M A R S         | 19  | Need for Speed: Most Wanted                   | WiiU                 |
| M A R S         | 19  | The Walking Dead: Survival Instinct           | PS3, X360, Win, WiiU |
| M A R S         | 20  | Giana Sisters: Twisted Dreams                 | XBLA                 |
| M A R S         | 20  | Retro/Grade                                   | Win                  |
| M A R S         | 20  | Shoot Many Robots                             | Droid                |
| M A R S         | 21  | Hyperdimension Neptunia Victory               | PS3                  |
| M A R S         | 21  | Trials Evolution: Gold Edition                | Win                  |
| M A R S         | 21  | Zen Pinball 2                                 | WiiU                 |
| M A R S         | 22  | Dead or Alive 5 Plus                          | PSVita               |
| M A R S         | 22  | Resident Evil 6                               | Win                  |
| M A R S         | 24  | Luigi's Mansion: Dark Moon                    | 3DS                  |
| M A R S         | 24  | Pokémon Mystery Dungeon: Gates to Infinity    | 3DS                  |
| M A R S         | 26  | Army of Two: The Devil's Cartel               | PS3, X360            |
| M A R S         | 26  | BioShock Infinite                             | PS3, X360, Win       |
| M A R S         | 26  | Final Fantasy XI: Seekers of Adoulin          | Win, X360            |
| M A R S         | 26  | Machinarium                                   | PSVita               |
| M A R S         | 26  | Slender: The Arrival                          | Win                  |
| M A R S         | 26  | Terraria                                      | PSN                  |
| M A R S         | 26  | Tiger Woods PGA Tour 14                       | PS3, X360            |
| M A R S         | 27  | Terraria                                      | XBLA                 |
| M A R S         | 28  | Final Fantasy V                               | iOS                  |
| M A R S         | 28  | HarmoKnight                                   | 3DS                  |
| M A R S         | 28  | Ms. Splosion Man                              | iOS                  |
| M A R S         | 28  | Race Driver: Grid                             | Mac                  |
| M A R S         | 28  | Tactical Intervention                         | Win                  |

### April–juni
| Månad     | Dag | Titel                                                     | Plattform(ar)             |
| A P R I L | 2   | Cities in Motion 2                                        | Win, Mac                  |
| A P R I L | 2   | Defiance                                                  | Win, PS3, X360            |
| A P R I L | 2   | Duke Nukem II                                             | iOS                       |
| A P R I L | 2   | Grand Theft Auto: Liberty City Stories                    | PSN                       |
| A P R I L | 2   | Grand Theft Auto: Vice City Stories                       | PSN                       |
| A P R I L | 2   | Ninja Gaiden 3: Razor's Edge                              | PS3, X360                 |
| A P R I L | 3   | BattleBlock Theater                                       | XBLA                      |
| A P R I L | 3   | Injustice: Gods Among Us                                  | iOS                       |
| A P R I L | 3   | Ms. Splosion Man                                          | Win                       |
| A P R I L | 4   | Sonic & Sega All-Stars Racing                             | Mac                       |
| A P R I L | 4   | Toki Tori 2                                               | WiiU                      |
| A P R I L | 5   | Double Dragon II: Wander of the Dragons                   | XBLA                      |
| A P R I L | 5   | Red Orchestra: Ostfront 41-45                             | Mac                       |
| A P R I L | 9   | Age of Empires II: HD Edition                             | Win                       |
| A P R I L | 9   | Guacamelee!                                               | PSN, PSVita               |
| A P R I L | 9   | Worms 2: Armageddon                                       | Droid                     |
| A P R I L | 10  | Age of Wushu                                              | Win                       |
| A P R I L | 10  | ShootMania Storm                                          | Win                       |
| A P R I L | 11  | Gemini Rue                                                | iOS                       |
| A P R I L | 14  | Star Wars: The Old Republic - Rise of the Hutt Cartel     | Win                       |
| A P R I L | 15  | Little Inferno                                            | Mac                       |
| A P R I L | 16  | Darkfall Unholy Wars                                      | Win                       |
| A P R I L | 16  | Injustice: Gods Among Us                                  | WiiU, PS3, X360           |
| A P R I L | 16  | Pandora's Tower                                           | Wii                       |
| A P R I L | 16  | Shin Megami Tensei: Devil Summoner: Soul Hackers          | 3DS                       |
| A P R I L | 17  | Sacred Citadel                                            | Win, PSN, XBLA            |
| A P R I L | 18  | Papo & Yo                                                 | Win                       |
| A P R I L | 19  | God Mode                                                  | Win, XBLA                 |
| A P R I L | 19  | We Sing UK Hits                                           | Wii                       |
| A P R I L | 21  | Lego City Undercover: The Chase Begins                    | 3DS                       |
| A P R I L | 23  | Black Rock Shooter: The Game                              | PSP                       |
| A P R I L | 23  | Dead Island: Riptide                                      | Win, PS3, X360            |
| A P R I L | 23  | Don't Starve                                              | Win                       |
| A P R I L | 23  | Dragon's Dogma: Dark Arisen                               | PS3, X360                 |
| A P R I L | 23  | God Mode                                                  | PSN                       |
| A P R I L | 23  | Guilty Gear XX: Λ Core Plus R                             | PSVita                    |
| A P R I L | 23  | Star Trek                                                 | Win, PS3, X360            |
| A P R I L | 23  | Thomas Was Alone                                          | PS3, PSVita               |
| A P R I L | 24  | Dyad                                                      | Win                       |
| A P R I L | 24  | Fieldrunners 2                                            | Droid                     |
| A P R I L | 24  | Monaco: What's Yours is Mine                              | Win                       |
| A P R I L | 24  | Poker Night 2                                             | XBLA                      |
| A P R I L | 25  | Mega Man 4                                                | 3DS                       |
| A P R I L | 25  | XCOM: Enemy Unknown                                       | Mac                       |
| A P R I L | 26  | Mars: War Logs                                            | Win                       |
| A P R I L | 26  | Poker Night 2                                             | Win, Mac                  |
| A P R I L | 29  | Stealth Bastard Deluxe                                    | Mac, Lin                  |
| A P R I L | 30  | Deadly Premonition: Director's Cut                        | PS3                       |
| A P R I L | 30  | Far Cry 3: Blood Dragon                                   | PSN                       |
| A P R I L | 30  | Katamari Damacy                                           | PSN                       |
| A P R I L | 30  | Poker Night 2                                             | PSN                       |
| A P R I L | 30  | Soul Sacrifice                                            | PSVita                    |
| A P R I L | 30  | Thomas Was Alone                                          | PSN, PSVita               |
| A P R I L | 30  | Zeno Clash II                                             | Win                       |
| M A J     | 1   | Far Cry 3: Blood Dragon                                   | Win, XBLA                 |
| M A J     | 1   | Fez                                                       | Win                       |
| M A J     | 2   | Might & Magic Heroes VI: Shades of Darkness               | Win                       |
| M A J     | 2   | Zoombies: Animales de la Muerte                           | iOS                       |
| M A J     | 7   | Fatal Frame II: Crimson Butterfly                         | PSN                       |
| M A J     | 8   | Crash Course 2                                            | XBLA                      |
| M A J     | 9   | Mario and Donkey Kong: Minis on the Move                  | 3DS                       |
| M A J     | 10  | Carmageddon                                               | Droid                     |
| M A J     | 10  | Monaco: What's Yours is Mine                              | XBLA                      |
| M A J     | 14  | Dust 514                                                  | PS3                       |
| M A J     | 14  | Manhunt                                                   | PSN                       |
| M A J     | 14  | Metro: Last Light                                         | Win, PS3, X360            |
| M A J     | 16  | Mega Man 5                                                | 3DS                       |
| M A J     | 16  | Sonic the Hedgehog                                        | iOS, Droid                |
| M A J     | 16  | The Starship Damrey                                       | 3DS                       |
| M A J     | 17  | Dragon's Lair                                             | Win, Mac                  |
| M A J     | 21  | Fast & Furious: Showdown                                  | Win, PS3, X360, WiiU, 3DS |
| M A J     | 21  | Lego Batman 2: DC Super Heroes                            | WiiU                      |
| M A J     | 21  | Ratchet & Clank: Full Frontal Assault                     | PSVita                    |
| M A J     | 21  | Resident Evil: Revelations                                | Win, PS3, X360, WiiU      |
| M A J     | 22  | Call of Juarez: Gunslinger                                | Win, PSN, XBLA            |
| M A J     | 22  | The Incredible Adventures of Van Helsing                  | Win, XBLA                 |
| M A J     | 23  | Poker Night 2                                             | iOS                       |
| M A J     | 24  | Donkey Kong Country Returns 3D                            | 3DS                       |
| M A J     | 24  | Dust: An Elysian Tail                                     | Win                       |
| M A J     | 24  | Sniper Elite V2                                           | WiiU                      |
| M A J     | 28  | Fuse                                                      | PS3, X360                 |
| M A J     | 28  | Grid 2                                                    | Win, PS3, X360            |
| M A J     | 30  | Mega Man X                                                | WiiU                      |
| M A J     | 30  | The Legend of Zelda: Oracle of Seasons and Oracle of Ages | 3DS                       |
| M A J     | 30  | Expeditions: Conquistador                                 | Win, Mac                  |
| J U N I   | 3   | Final Fantasy IV                                          | Droid                     |
| J U N I   | 3   | Gunpoint                                                  | Win                       |
| J U N I   | 4   | Class of Heroes 2                                         | PSP, PSVita               |
| J U N I   | 4   | Eve Online: Odyssey                                       | Win                       |
| J U N I   | 4   | Limbo                                                     | PSVita                    |
| J U N I   | 4   | Marvel Heroes                                             | Win, Mac                  |
| J U N I   | 4   | Remember Me                                               | Win, PS3, X360            |
| J U N I   | 4   | The Elder Scrolls V Skyrim: Legendary Edition             | Win, PS3, X360            |
| J U N I   | 5   | State of Decay                                            | XBLA                      |
| J U N I   | 9   | Animal Crossing: New Leaf                                 | 3DS                       |
| J U N I   | 10  | Commander Keen in Keen Dreams                             | Droid                     |
| J U N I   | 12  | Zeno Clash II                                             | XBLA                      |
| J U N I   | 13  | Rugby Challenge 2                                         | Win, PS3, X360            |
| J U N I   | 14  | The Last of Us                                            | PS3                       |
| J U N I   | 18  | Dungeons & Dragons: Chronicles of Mystara                 | XBLA, PSN, Win, WiiU      |
| J U N I   | 18  | Epic Mickey 2: The Power of Two                           | PSVita                    |
| J U N I   | 20  | Max Payne 3                                               | Mac                       |
| J U N I   | 20  | Neverwinter                                               | Win                       |
| J U N I   | 20  | New Super Luigi U                                         | WiiU                      |
| J U N I   | 20  | XCOM: Enemy Unknown                                       | iOS                       |
| J U N I   | 23  | Game & Wario                                              | WiiU                      |
| J U N I   | 24  | Joe Danger                                                | Win                       |
| J U N I   | 24  | Joe Danger 2: The Movie                                   | Win                       |
| J U N I   | 25  | Company of Heroes 2                                       | Win                       |
| J U N I   | 25  | Deadpool                                                  | Win, PS3, X360            |
| J U N I   | 25  | Hotline Miami                                             | PSN, PSVita               |
| J U N I   | 25  | Muramasa Rebirth                                          | PSVita                    |
| J U N I   | 25  | Project X Zone                                            | 3DS                       |
| J U N I   | 25  | Ride to Hell: Retribution                                 | Win, PS3, X360            |
| J U N I   | 25  | The Sims 3: Island Paradise                               | Win, Mac                  |
| J U N I   | 26  | Batman: Arkham City Lockdown                              | Droid                     |
| J U N I   | 27  | Layton Brothers: Mystery Room                             | iOS                       |
| J U N I   | 27  | Leisure Suit Larry: Reloaded                              | Win, Mac                  |
| J U N I   | 27  | Might & Magic: Clash of Heroes                            | Droid                     |
| J U N I   | 27  | Rogue Legacy                                              | Win                       |
| J U N I   | 27  | Samurai Shodown II                                        | iOS, Droid                |

### Juli–september
| Månad             | Dag | Titel                                              | Plattform(ar)                              |
| J U L I           | 3   | Limbo                                              | iOS                                        |
| J U L I           | 3   | Monaco: What's Yours is Mine                       | Mac                                        |
| J U L I           | 3   | Mortal Kombat                                      | Win                                        |
| J U L I           | 3   | Napoleon: Total War                                | Mac                                        |
| J U L I           | 4   | Dark                                               | Win                                        |
| J U L I           | 8   | Sonic the Hedgehog 4: Episode I                    | Ouya                                       |
| J U L I           | 8   | Sonic the Hedgehog 4: Episode II                   | Ouya                                       |
| J U L I           | 9   | Civilization V: Brave New World                    | Win, Mac                                   |
| J U L I           | 9   | Dark                                               | X360                                       |
| J U L I           | 9   | Dota 2                                             | Win                                        |
| J U L I           | 9   | Metal Gear Solid: The Legacy Collection            | PS3                                        |
| J U L I           | 9   | NCAA Football 14                                   | PS3, X360                                  |
| J U L I           | 10  | Crazy Taxi                                         | Droid                                      |
| J U L I           | 11  | Deus Ex: The Fall                                  | iOS                                        |
| J U L I           | 11  | Toki Tori 2+                                       | Win, Mac                                   |
| J U L I           | 16  | Dynasty Warriors 8                                 | PS3, X360                                  |
| J U L I           | 16  | Shin Megami Tensei IV                              | 3DS                                        |
| J U L I           | 16  | Time and Eternity                                  | PS3                                        |
| J U L I           | 16  | Turbo: Super Stunt Squad                           | WiiU, Wii, PS3, X360, 3DS, NDS             |
| J U L I           | 18  | Dota 2                                             | Mac, Lin                                   |
| J U L I           | 18  | EarthBound                                         | WiiU                                       |
| J U L I           | 18  | Halo: Spartan Assault                              | Win, WP                                    |
| J U L I           | 22  | Dropchord                                          | Win, Mac                                   |
| J U L I           | 23  | Stealth Inc. – A Clone in the Dark                 | PSN, PSVita                                |
| J U L I           | 23  | The Smurfs 2                                       | WiiU, Wii, PS3, X360, NDS                  |
| J U L I           | 23  | Zeno Clash II                                      | PSN                                        |
| J U L I           | 24  | Ty the Tasmanian Tiger                             | Win                                        |
| J U L I           | 25  | Prince of Persia: The Shadow and The Flame         | iOS, Droid                                 |
| J U L I           | 25  | Shadowrun Returns                                  | Win, Mac, iOS, Droid                       |
| J U L I           | 25  | Tropico 4: Gold Edition                            | Mac                                        |
| J U L I           | 25  | TurtleStrike                                       | iOS, Droid                                 |
| J U L I           | 26  | Zeno Clash II                                      | XBLA                                       |
| J U L I           | 26  | Mars: War Logs                                     | XBLA                                       |
| J U L I           | 30  | Cloudberry Kingdom                                 | PSN                                        |
| J U L I           | 31  | Cloudberry Kingdom                                 | Win, XBLA                                  |
| J U L I           | 31  | Dropchord                                          | Ouya                                       |
| J U L I           | 31  | Rise of the Triad                                  | Win                                        |
| A U G U S T I     | 1   | Cloudberry Kingdom                                 | WiiU                                       |
| A U G U S T I     | 1   | Dropchord                                          | iOS, Droid                                 |
| A U G U S T I     | 1   | Sonic the Hedgehog CD                              | Ouya                                       |
| A U G U S T I     | 4   | Pikmin 3                                           | WiiU                                       |
| A U G U S T I     | 6   | Disney's Planes                                    | WiiU, Wii, 3DS, NDS                        |
| A U G U S T I     | 6   | Dragon's Crown                                     | PS3, PSVita                                |
| A U G U S T I     | 6   | Tales of Xillia                                    | PS3                                        |
| A U G U S T I     | 6   | Divinity: Dragon Commander                         | Win                                        |
| A U G U S T I     | 7   | Brothers: A Tale of Two Sons                       | XBLA                                       |
| A U G U S T I     | 8   | Guacamelee! Gold Edition                           | Win                                        |
| A U G U S T I     | 8   | Papers, Please                                     | Win, Mac                                   |
| A U G U S T I     | 11  | Mario & Luigi: Dream Team Bros.                    | 3DS                                        |
| A U G U S T I     | 12  | Fault Milestone One                                | Win, Lin, Mac                              |
| A U G U S T I     | 13  | Angry Birds Trilogy                                | WiiU, Wii                                  |
| A U G U S T I     | 13  | DuckTales Remastered                               | PSN, WiiU, Win                             |
| A U G U S T I     | 13  | Europa Universalis IV                              | Win, Mac, Lin                              |
| A U G U S T I     | 13  | Mars: War Logs                                     | PSN                                        |
| A U G U S T I     | 13  | Payday 2                                           | Win, PS3, X360                             |
| A U G U S T I     | 15  | Gone Home                                          | Win, Mac, Lin                              |
| A U G U S T I     | 15  | Plants vs. Zombies 2: It's About Time              | iOS                                        |
| A U G U S T I     | 15  | Space Hulk                                         | Win, Mac                                   |
| A U G U S T I     | 18  | Disney Infinity                                    | WiiU, Wii, PS3, X360, 3DS                  |
| A U G U S T I     | 19  | Hate Plus                                          | Win, Lin, Mac                              |
| A U G U S T I     | 20  | Divekick                                           | Win, PS3, PSVita                           |
| A U G U S T I     | 20  | Saints Row IV                                      | Win, PS3, X360                             |
| A U G U S T I     | 20  | The Bureau: XCOM Declassified                      | Win, PS3, X360                             |
| A U G U S T I     | 20  | Tom Clancy's Splinter Cell: Blacklist              | Win, PS3, X360, WiiU                       |
| A U G U S T I     | 21  | Flashback                                          | XBLA                                       |
| A U G U S T I     | 22  | Skullgirls                                         | Win                                        |
| A U G U S T I     | 26  | He-Man: The Most Powerful Game                     | Droid                                      |
| A U G U S T I     | 27  | Castlevania: Lords of Shadow                       | Win                                        |
| A U G U S T I     | 27  | Final Fantasy XIV: A Realm Reborn                  | Win, PS3                                   |
| A U G U S T I     | 27  | Hatsune Miku: Project DIVA F                       | PS3                                        |
| A U G U S T I     | 27  | Killer is Dead                                     | PS3, X360                                  |
| A U G U S T I     | 27  | Lost Planet 3                                      | Win, PS3, X360                             |
| A U G U S T I     | 27  | Madden NFL 25                                      | PS3, X360                                  |
| A U G U S T I     | 27  | Spelunky                                           | PSN, PSVita                                |
| A U G U S T I     | 28  | Teenage Mutant Ninja Turtles: Out of the Shadows   | Win, XBLA                                  |
| A U G U S T I     | 29  | BioShock Infinite                                  | Mac                                        |
| A U G U S T I     | 29  | Guardians of Middle-earth                          | Win                                        |
| A U G U S T I     | 29  | Pokémon Rumble U                                   | WiiU                                       |
| A U G U S T I     | 29  | SimCity                                            | Mac                                        |
| A U G U S T I     | 29  | Terraria                                           | iOS                                        |
| A U G U S T I     | 29  | 868-HACK                                           | iOS                                        |
| A U G U S T I     | 30  | Arcania: The Complete Tale                         | PS3, X360                                  |
| S E P T E M B E R | 3   | Brothers: A Tale of Two Sons                       | Win, PSN                                   |
| S E P T E M B E R | 3   | Castle of Illusion Starring Mickey Mouse HD Remake | PSN                                        |
| S E P T E M B E R | 3   | Chaos Code                                         | PSN                                        |
| S E P T E M B E R | 3   | Diablo III                                         | PS3, X360                                  |
| S E P T E M B E R | 3   | Dead or Alive 5 Ultimate                           | PS3, X360                                  |
| S E P T E M B E R | 3   | Rayman Legends                                     | Win, PS3, WiiU, X360, PSVita               |
| S E P T E M B E R | 3   | Total War: Rome II                                 | Win                                        |
| S E P T E M B E R | 3   | One Piece: Pirate Warriors 2                       | PS3                                        |
| S E P T E M B E R | 4   | Castle of Illusion Starring Mickey Mouse HD Remake | Win, XBLA                                  |
| S E P T E M B E R | 4   | Outlast                                            | Win                                        |
| S E P T E M B E R | 5   | Giana Sisters: Twisted Dreams                      | WiiU                                       |
| S E P T E M B E R | 10  | Amnesia: A Machine for Pigs                        | Win, Mac, Lin                              |
| S E P T E M B E R | 10  | Killzone: Mercenary                                | PSVita                                     |
| S E P T E M B E R | 10  | Kingdom Hearts HD 1.5 Remix                        | PS3                                        |
| S E P T E M B E R | 10  | Metro: Last Light                                  | Mac                                        |
| S E P T E M B E R | 10  | NHL 14                                             | PS3, X360                                  |
| S E P T E M B E R | 10  | Puppeteer                                          | PS3                                        |
| S E P T E M B E R | 11  | DuckTales Remastered                               | XBLA                                       |
| S E P T E M B E R | 12  | ARMA 3                                             | Win                                        |
| S E P T E M B E R | 13  | Terraria                                           | Droid                                      |
| S E P T E M B E R | 13  | The King of Fighters XIII                          | Win                                        |
| S E P T E M B E R | 15  | The Wonderful 101                                  | WiiU                                       |
| S E P T E M B E R | 17  | Grand Theft Auto V                                 | PS3, X360                                  |
| S E P T E M B E R | 17  | MechWarrior Online                                 | Win                                        |
| S E P T E M B E R | 18  | Broken Sword: The Serpent's Curse                  | Win, Mac, Lin, iOS                         |
| S E P T E M B E R | 18  | Dragon's Prophet                                   | Win                                        |
| S E P T E M B E R | 18  | Infinity Blade III                                 | iOS                                        |
| S E P T E M B E R | 18  | The Lord of the Rings: War in the North            | Mac                                        |
| S E P T E M B E R | 19  | Angry Birds Star Wars II                           | iOS, Droid, WP                             |
| S E P T E M B E R | 20  | The Angry Video Game Nerd Adventures               | Win                                        |
| S E P T E M B E R | 20  | The Legend of Zelda: The Wind Waker HD             | WiiU                                       |
| S E P T E M B E R | 20  | Hot Wheels: World's Best Driver                    | PS3                                        |
| S E P T E M B E R | 23  | FIFA 14                                            | iOS, Droid                                 |
| S E P T E M B E R | 24  | FIFA 14                                            | Win, PS3, X360, Wii, PS2, PSVita, 3DS, PSP |
| S E P T E M B E R | 24  | Lone Survivor                                      | PSN, PSVita                                |
| S E P T E M B E R | 24  | Pro Evolution Soccer 2014                          | Win, PS3, X360, PS2, 3DS, PSP              |
| S E P T E M B E R | 24  | Scribblenauts Unmasked: A DC Comics Adventure      | WiiU, 3DS, Win                             |
| S E P T E M B E R | 24  | The Mark of Kri                                    | PSN                                        |
| S E P T E M B E R | 25  | Ascend: Hand of Kul                                | XBLA                                       |
| S E P T E M B E R | 25  | Day One: Garry's Incident                          | Win                                        |
| S E P T E M B E R | 25  | Final Fantasy V                                    | Droid                                      |
| S E P T E M B E R | 26  | Shadow Warrior                                     | Win                                        |
| S E P T E M B E R | 26  | Shadowrun Returns                                  | iOS, Droid                                 |

### Oktober–december
| Månad           | Dag | Titel                                                      | Plattform(ar)                     | Källa  |
| O K T O B E R   | 1   | Grand Theft Auto Online                                    | PS3, X360                         |        |
| O K T O B E R   | 1   | Etrian Odyssey Untold: The Millennium Girl                 | 3DS                               |        |
| O K T O B E R   | 1   | Flashback                                                  | Win                               |        |
| O K T O B E R   | 1   | NBA 2K14                                                   | PS3, X360, Win                    |        |
| O K T O B E R   | 1   | Painkiller: Hell & Damnation                               | X360                              |        |
| O K T O B E R   | 1   | Rain                                                       | PSN                               |        |
| O K T O B E R   | 1   | Rune Factory 4                                             | 3DS                               |        |
| O K T O B E R   | 2   | A.R.E.S.: Extinction Agenda                                | XBLA                              |        |
| O K T O B E R   | 3   | Agarest: Generations of War                                | Win                               |        |
| O K T O B E R   | 3   | The Cave                                                   | iOS                               |        |
| O K T O B E R   | 3   | Transport Tycoon                                           | iOS, Droid                        |        |
| O K T O B E R   | 8   | Beyond: Two Souls                                          | PS3                               |        |
| O K T O B E R   | 8   | Disgaea D2: A Brighter Darkness                            | PS3                               |        |
| O K T O B E R   | 8   | F1 2013                                                    | Win, PS3, X360                    |        |
| O K T O B E R   | 8   | Just Dance 2014                                            | Wii, WiiU, X360, PS3              |        |
| O K T O B E R   | 10  | Costume Quest                                              | iOS                               |        |
| O K T O B E R   | 10  | Hero Academy                                               | Droid                             |        |
| O K T O B E R   | 11  | The Wolf Among Us: Episode 1 – Faith                       | Win, XBLA                         |        |
| O K T O B E R   | 12  | Pokémon X and Y                                            | 3DS                               |        |
| O K T O B E R   | 13  | Skylanders: Swap Force                                     | Wii, WiiU, X360, PS3              |        |
| O K T O B E R   | 15  | Fist of Awesome                                            | iOS, Droid, Ouya                  |        |
| O K T O B E R   | 15  | The Wolf Among Us: Episode 1 – Faith                       | PSN                               |        |
| O K T O B E R   | 15  | Valhalla Knights 3                                         | PSVita                            |        |
| O K T O B E R   | 16  | Rogue Legacy                                               | Mac, Lin                          |        |
| O K T O B E R   | 17  | Mighty Switch Force! 2                                     | WiiU                              |        |
| O K T O B E R   | 17  | Saint Seiya: Brave Soldiers                                | PS3                               |        |
| O K T O B E R   | 17  | Sega Superstars Tennis                                     | Mac                               |        |
| O K T O B E R   | 17  | The Stanley Parable                                        | Win                               |        |
| O K T O B E R   | 21  | Monaco                                                     | Lin                               |        |
| O K T O B E R   | 21  | Warface                                                    | Win                               |        |
| O K T O B E R   | 22  | Deus Ex: Human Revolution – Director’s Cut                 | WiiU, Win, PS3, X360              |        |
| O K T O B E R   | 22  | Hometown Story                                             | 3DS                               |        |
| O K T O B E R   | 22  | LEGO Marvel Super Heroes                                   | Win, WiiU, X360, PS3, 3DS, NDS    |        |
| O K T O B E R   | 22  | Naruto Shippuden: Ultimate Ninja Storm 3 Full Burst        | Win, PS3, X360                    |        |
| O K T O B E R   | 22  | Rocksmith 2014                                             | Win, Mac, PS3, X360               |        |
| O K T O B E R   | 22  | SpongeBob SquarePants: Plankton's Robotic Revenge          | WiiU, 3DS, X360, PS3, Wii, NDS    |        |
| O K T O B E R   | 23  | How to Survive                                             | Win, XBLA                         |        |
| O K T O B E R   | 23  | Path of Exile                                              | Win                               |        |
| O K T O B E R   | 23  | Plants vs. Zombies 2: It's About Time                      | Droid                             |        |
| O K T O B E R   | 24  | Phoenix Wright: Ace Attorney - Dual Destinies              | 3DS                               |        |
| O K T O B E R   | 25  | Batman: Arkham Origins                                     | Win, PS3, X360, WiiU              |        |
| O K T O B E R   | 25  | Batman: Arkham Origins Blackgate                           | PSVita, 3DS                       |        |
| O K T O B E R   | 25  | Castlevania: Lords of Shadow – Mirror of Fate HD           | XBLA                              |        |
| O K T O B E R   | 25  | Enslaved: Odyssey to the West                              | Win, PS3                          |        |
| O K T O B E R   | 25  | FIFA Manager 14                                            | Win                               |        |
| O K T O B E R   | 25  | The Dark Eye: Demonicon                                    | Win                               |        |
| O K T O B E R   | 25  | Wii Party U                                                | WiiU                              |        |
| O K T O B E R   | 29  | Angry Birds Star Wars                                      | PS3, X360, Wii, WiiU, PSVita, 3DS |        |
| O K T O B E R   | 29  | Assassin's Creed IV: Black Flag                            | PS3, X360, WiiU                   |        |
| O K T O B E R   | 29  | Battlefield 4                                              | Win, X360, PS3                    |        |
| O K T O B E R   | 29  | Castlevania: Lords of Shadow – Mirror of Fate HD           | PSN                               |        |
| O K T O B E R   | 29  | Deadly Premonition: The Director's Cut                     | Win                               |        |
| O K T O B E R   | 29  | Pac-Man and the Ghostly Adventures                         | Win, PS3, X360, WiiU, 3DS         |        |
| O K T O B E R   | 29  | Sonic Lost World                                           | WiiU, 3DS                         |        |
| O K T O B E R   | 29  | The Typing of The Dead: Overkill                           | Win                               |        |
| O K T O B E R   | 29  | WWE 2K14                                                   | PS3, X360                         |        |
| O K T O B E R   | 31  | Football Manager 2014                                      | Win, Mac, Lin                     |        |
| N O V E M B E R | 1   | Wii Fit U                                                  | WiiU                              |        |
| N O V E M B E R | 5   | Call of Duty: Ghosts                                       | Win, X360, PS3, WiiU              |        |
| N O V E M B E R | 5   | Final Exam                                                 | Win, PSN                          |        |
| N O V E M B E R | 5   | How to Survive                                             | PSN                               |        |
| N O V E M B E R | 5   | Metro: Last Light                                          | Lin                               |        |
| N O V E M B E R | 5   | State of Decay                                             | Win                               |        |
| N O V E M B E R | 5   | The Guided Fate Paradox                                    | PS3                               |        |
| N O V E M B E R | 5   | Zumba Fitness: World Party                                 | WiiU, Wii, X360                   |        |
| N O V E M B E R | 7   | Lego The Lord of the Rings                                 | iOS                               |        |
| N O V E M B E R | 7   | Rayman Fiesta Run                                          | iOS                               |        |
| N O V E M B E R | 8   | Final Exam                                                 | XBLA                              |        |
| N O V E M B E R | 12  | BioShock Infinite: Burial at Sea – Episode 1               | Win, Mac, PS3, X360               |        |
| N O V E M B E R | 12  | Flower                                                     | PSVita                            |        |
| N O V E M B E R | 12  | Injustice: Gods Among Us – Ultimate Edition                | Win, PS3, X360, PSVita            |        |
| N O V E M B E R | 12  | Ratchet & Clank: Into the Nexus                            | PS3                               |        |
| N O V E M B E R | 12  | World of Warplanes                                         | Win                               |        |
| N O V E M B E R | 12  | XCOM: Enemy Within                                         | Win, Mac, PS3, X360               |        |
| N O V E M B E R | 13  | The King of Fighters '97                                   | iOS, Droid                        |        |
| N O V E M B E R | 14  | Senran Kagura Burst                                        | 3DS                               |        |
| N O V E M B E R | 14  | Football Manager 2014                                      | iOS, Droid                        |        |
| N O V E M B E R | 14  | Oceanhorn: Monster of Uncharted Seas                       | iOS                               |        |
| N O V E M B E R | 14  | Stealth Inc: A Clone in the Dark                           | iOS                               |        |
| N O V E M B E R | 15  | Angry Birds Star Wars                                      | PS4                               |        |
| N O V E M B E R | 15  | Assassin's Creed IV: Black Flag                            | PS4                               |        |
| N O V E M B E R | 15  | Battlefield 4                                              | PS4                               |        |
| N O V E M B E R | 15  | Call of Duty: Ghosts                                       | PS4                               |        |
| N O V E M B E R | 15  | Contrast                                                   | Win, PS3, PS4, X360               |        |
| N O V E M B E R | 15  | DC Universe Online                                         | PS4                               |        |
| N O V E M B E R | 15  | FIFA 14                                                    | PS4                               |        |
| N O V E M B E R | 15  | Flower                                                     | PS4                               |        |
| N O V E M B E R | 15  | Injustice: Gods Among Us – Ultimate Edition                | PS4                               |        |
| N O V E M B E R | 15  | Just Dance 2014                                            | PS4                               |        |
| N O V E M B E R | 15  | Killzone: Shadow Fall                                      | PS4                               |        |
| N O V E M B E R | 15  | Knack                                                      | PS4                               |        |
| N O V E M B E R | 15  | LEGO Marvel Super Heroes                                   | PS4                               |        |
| N O V E M B E R | 15  | Madden NFL 25                                              | PS4                               |        |
| N O V E M B E R | 15  | Mario & Sonic at the Sochi 2014 Olympic Winter Games       | WiiU                              |        |
| N O V E M B E R | 15  | NBA 2K14                                                   | PS4                               |        |
| N O V E M B E R | 15  | Need for Speed: Rivals                                     | PS4                               |        |
| N O V E M B E R | 15  | Resogun                                                    | PS4                               |        |
| N O V E M B E R | 15  | Skylanders: Swap Force                                     | PS4                               |        |
| N O V E M B E R | 15  | Sound Shapes                                               | PS4                               |        |
| N O V E M B E R | 15  | Super Motherload                                           | PS4                               |        |
| N O V E M B E R | 15  | Trine 2: Complete Story                                    | PS4                               |        |
| N O V E M B E R | 15  | Warframe                                                   | PS4                               |        |
| N O V E M B E R | 15  | X Rebirth                                                  | Win                               |        |
| N O V E M B E R | 19  | Assassin's Creed IV: Black Flag                            | Win                               |        |
| N O V E M B E R | 19  | Eve Online: Rubicon                                        | Win                               |        |
| N O V E M B E R | 19  | NBA Live 14                                                | PS4, XBO                          |        |
| N O V E M B E R | 19  | Need for Speed: Rivals                                     | Win, PS3, X360                    |        |
| N O V E M B E R | 19  | The Amazing Spider-Man                                     | PSVita                            |        |
| N O V E M B E R | 19  | Young Justice: Legacy                                      | Win, PS3, X360, 3DS               |        |
| N O V E M B E R | 21  | Castle of Illusion Starring Mickey Mouse                   | iOS                               |        |
| N O V E M B E R | 21  | Demon Tribe                                                | iOS                               |        |
| N O V E M B E R | 22  | Angry Birds Star Wars                                      | XBO                               |        |
| N O V E M B E R | 22  | Ashes Cricket 2013                                         | Win                               |        |
| N O V E M B E R | 22  | Assassin's Creed IV: Black Flag                            | XBO                               |        |
| N O V E M B E R | 22  | Battlefield 4                                              | XBO                               |        |
| N O V E M B E R | 22  | Call of Duty: Ghosts                                       | XBO                               |        |
| N O V E M B E R | 22  | Crimson Dragon                                             | XBO                               |        |
| N O V E M B E R | 22  | Dead Rising 3                                              | XBO                               |        |
| N O V E M B E R | 22  | FIFA 14                                                    | XBO                               |        |
| N O V E M B E R | 22  | Fighter Within                                             | XBO                               |        |
| N O V E M B E R | 22  | Forza Motorsport 5                                         | XBO                               |        |
| N O V E M B E R | 22  | Just Dance 2014                                            | XBO                               |        |
| N O V E M B E R | 22  | Killer Instinct                                            | XBO                               |        |
| N O V E M B E R | 22  | LEGO Marvel Super Heroes                                   | XBO                               |        |
| N O V E M B E R | 22  | LocoCycle                                                  | XBO, X360                         |        |
| N O V E M B E R | 22  | Madden NFL 25                                              | XBO                               |        |
| N O V E M B E R | 22  | Mario Party: Island Tour                                   | 3DS                               |        |
| N O V E M B E R | 22  | NBA 2K14                                                   | XBO                               |        |
| N O V E M B E R | 22  | Need for Speed: Rivals                                     | XBO                               |        |
| N O V E M B E R | 22  | Powerstar Golf                                             | XBO                               |        |
| N O V E M B E R | 22  | Ryse: Son of Rome                                          | XBO                               |        |
| N O V E M B E R | 22  | Skylanders: Swap Force                                     | XBO                               |        |
| N O V E M B E R | 22  | Super Mario 3D World                                       | WiiU                              |        |
| N O V E M B E R | 22  | Tearaway                                                   | PSVita                            |        |
| N O V E M B E R | 22  | The Legend of Zelda: A Link Between Worlds                 | 3DS                               |        |
| N O V E M B E R | 22  | Zoo Tycoon                                                 | XBO                               |        |
| N O V E M B E R | 22  | Zumba Fitness: World Party                                 | XBO                               |        |
| N O V E M B E R | 25  | M.U.L.E. Returns                                           | iOS                               |        |
| N O V E M B E R | 26  | Sonic Dash                                                 | Droid                             |        |
| N O V E M B E R | 26  | Ys: Memories of Celceta                                    | PSVita                            |        |
| N O V E M B E R | 26  | Painkiller: Hell & Damnation                               | PS3                               |        |
| N O V E M B E R | 27  | Skulls of the Shogun                                       | iOS                               |        |
| D E C E M B E R | 3   | The Bureau: XCOM Declassified                              | Mac                               |        |
| D E C E M B E R | 3   | The Cave                                                   | Ouya                              |        |
| D E C E M B E R | 3   | Escape Plan                                                | PS4                               |        |
| D E C E M B E R | 3   | Tiny Brains                                                | PS4                               |        |
| D E C E M B E R | 4   | Broken Sword: The Serpent's Curse – Episode 1              | Win, Mac, Lin                     |        |
| D E C E M B E R | 4   | The Wolf Among Us: Episode 1 – Faith                       | iOS                               |        |
| D E C E M B E R | 5   | Assassin's Creed: Pirates                                  | iOS, Droid                        |        |
| D E C E M B E R | 5   | Heroes of Dragon Age                                       | iOS, Droid                        |        |
| D E C E M B E R | 5   | Space Hulk                                                 | iOS                               |        |
| D E C E M B E R | 6   | Gran Turismo 6                                             | PS3                               |        |
| D E C E M B E R | 9   | Peggle 2                                                   | XBO                               |        |
| D E C E M B E R | 10  | Doki-Doki Universe                                         | PS4, PSN, PSVita                  |        |
| D E C E M B E R | 10  | Sorcery Saga: Curse of the Great Curry God                 | PSVita                            |        |
| D E C E M B E R | 11  | Angry Birds Go!                                            | iOS, Droid, WP                    |        |
| D E C E M B E R | 11  | Tiny Brains                                                | Win                               |        |
| D E C E M B E R | 12  | Grand Theft Auto: San Andreas Mobile                       | iOS                               |        |
| D E C E M B E R | 12  | Nobunaga's Ambition: Sphere of Influence                   | Win, PS3                          | [ 12 ] |
| D E C E M B E R | 12  | Rayman Origins                                             | Mac                               |        |
| D E C E M B E R | 12  | RUSH                                                       | WiiU                              |        |
| D E C E M B E R | 12  | Sonic the Hedgehog 2                                       | iOS, Droid                        |        |
| D E C E M B E R | 12  | The Room 2                                                 | iOS                               |        |
| D E C E M B E R | 12  | Velocity Ultra                                             | Win                               |        |
| D E C E M B E R | 17  | Dementium II HD                                            | Win, Mac                          |        |
| D E C E M B E R | 17  | Flow                                                       | PS4, PSVita                       |        |
| D E C E M B E R | 17  | Furmins                                                    | PSVita                            |        |
| D E C E M B E R | 17  | Minecraft                                                  | PSN                               |        |
| D E C E M B E R | 17  | Mutant Mudds Deluxe                                        | PSN, PSVita                       |        |
| D E C E M B E R | 17  | Ridge Racer Slipstream                                     | iOS, Droid                        |        |
| D E C E M B E R | 17  | Runner 2                                                   | PSVita                            |        |
| D E C E M B E R | 17  | Terraria                                                   | PSVita                            |        |
| D E C E M B E R | 17  | The Walking Dead: Season Two: Episode 1 – All That Remains | Win, Mac, PSN                     |        |
| D E C E M B E R | 17  | Toki Tori                                                  | PSN                               |        |
| D E C E M B E R | 17  | Tomb Raider                                                | iOS                               |        |
| D E C E M B E R | 18  | Broken Sword: The Serpent's Curse – Episode 1              | PSVita                            |        |
| D E C E M B E R | 18  | Fightback                                                  | iOS                               |        |
| D E C E M B E R | 18  | Ratchet & Clank: Before the Nexus                          | iOS, Droid                        |        |
| D E C E M B E R | 18  | The Walking Dead: Season Two: Episode 1 – All That Remains | XBLA, iOS                         |        |
| D E C E M B E R | 19  | Cut the Rope 2                                             | iOS                               |        |
| D E C E M B E R | 19  | Grand Theft Auto: San Andreas Mobile                       | Droid                             |        |
| D E C E M B E R | 19  | Killing Floor: Calamity                                    | Ouya                              |        |
| D E C E M B E R | 19  | République                                                 | iOS                               |        |
| D E C E M B E R | 19  | The Cave                                                   | Droid                             |        |
| D E C E M B E R | 19  | The Stanley Parable                                        | Mac                               |        |
| D E C E M B E R | 20  | Max: The Curse of Brotherhood                              | XBO                               |        |
| D E C E M B E R | 24  | Halo: Spartan Assault                                      | XBO                               |        |
| D E C E M B E R | 24  | Zen Pinball 2                                              | PS4                               |        |
| D E C E M B E R | 26  | CastleStorm                                                | WiiU                              |        |
| D E C E M B E R | 29  | Final Fantasy III                                          | WP                                |        |
| D E C E M B E R | 31  | Dr. Luigi                                                  | WiiU                              |        |

### Fotnoter
1. ↑  Keith Stuart (4 januari 2013). ”Playstation 2 manufacture ends after 12 years” (på engelska). Guardian. http://www.theguardian.com/technology/2013/jan/04/playstation-2-manufacture-ends-years?INTCMP=SRCH. Läst 19 maj 2015.
2. ↑  Matthew Reynolds (26 februari 2013). ”Wii Mini confirmed for Europe, Launching Next Month” (på engelska). Nintendo. http://www.digitalspy.co.uk/gaming/news/a461694/wii-mini-confirmed-for-europe-launching-next-month.html. Läst 19 maj 2015.
3. ↑  ”Attendance and Stats” (på engelska). IGN. http://www.ign.com/wikis/e3/Attendance_and_Stats. Läst 21 maj 2015.
4. ↑  ”Rezzed 2013: full developer schedule announced”. VG247. http://www.vg247.com/2013/06/13/rezzed-2013-full-developer-schedule-announced/. Läst 6 juni 2013.
5. ↑  http://nichegamer.net/2015/02/sekai-project-interview-on-the-dawn-of-the-vn-in-the-west-localization-and-more/
6. ↑  Jon Fingas (20 oktober 2013). ”Nintendo stops selling Wii consoles in Japan” (på engelska). Engadget. http://www.engadget.com/2013/10/20/nintendo-stops-selling-wii-consoles-in-japan/. Läst 19 maj 2015.
7. ↑  Eddie Makuch (22 oktober 2013). ”Wii discontinuation in Japan won't affect availability in United States” (på engelska). Gamespot. http://www.gamespot.com/articles/wii-discontinuation-in-japan-won-t-affect-availability-in-united-states/1100-6415717/. Läst 19 maj 2015.
8. ↑  Ben Parfitt (24 oktober 2013). ”Time also called on Wii in Europe” (på engelska). MCV. http://www.mcvuk.com/news/read/time-also-called-on-wii-in-europe/0123162. Läst 19 maj 2015.
9. 1 2  Terrence O'Brien (20 augusti 2013). ”Playstation 4 hitting shelves on November 15th in the US for $399, November 29th in Europe and Latin America” (på engelska). Engadget. http://www.engadget.com/2013/08/20/playstation-4-hitting-shelves-on-november-15/. Läst 19 maj 2015.
10. ↑  ”Xbox One to Launch on November 22, 2013 in 13 Markets” (på engelska). Majornelson. 4 september 2013. http://majornelson.com/2013/09/04/xbox-one-to-launch-on-november-22-2013-in-13-markets/. Läst 19 maj 2015.
11. ↑  Alberto Ballestin (20 augusti 2013). ”Playstation 4 llegará el 15 de noviembre a EEUU y el 29 de noviembre a Europa y Latinoamérica [Actualizada”] (på spanska). Engadget. Arkiverad från originalet den 9 augusti 2015. https://web.archive.org/web/20150809144208/http://es.engadget.com/2013/08/20/playstation-4-fechas-lanzamiento-europa-estados-unidos/. Läst 19 maj 2015.
12. ↑  Romano, Sal (24 december 2013). ”Nobunaga’s Ambition: Creation coming to PlayStation 4”. Gematsu. http://gematsu.com/2013/12/nobunagas-ambition-creation-coming-playstation-4. Läst 19 maj 2015.